# Schule am Buntentorsteinweg

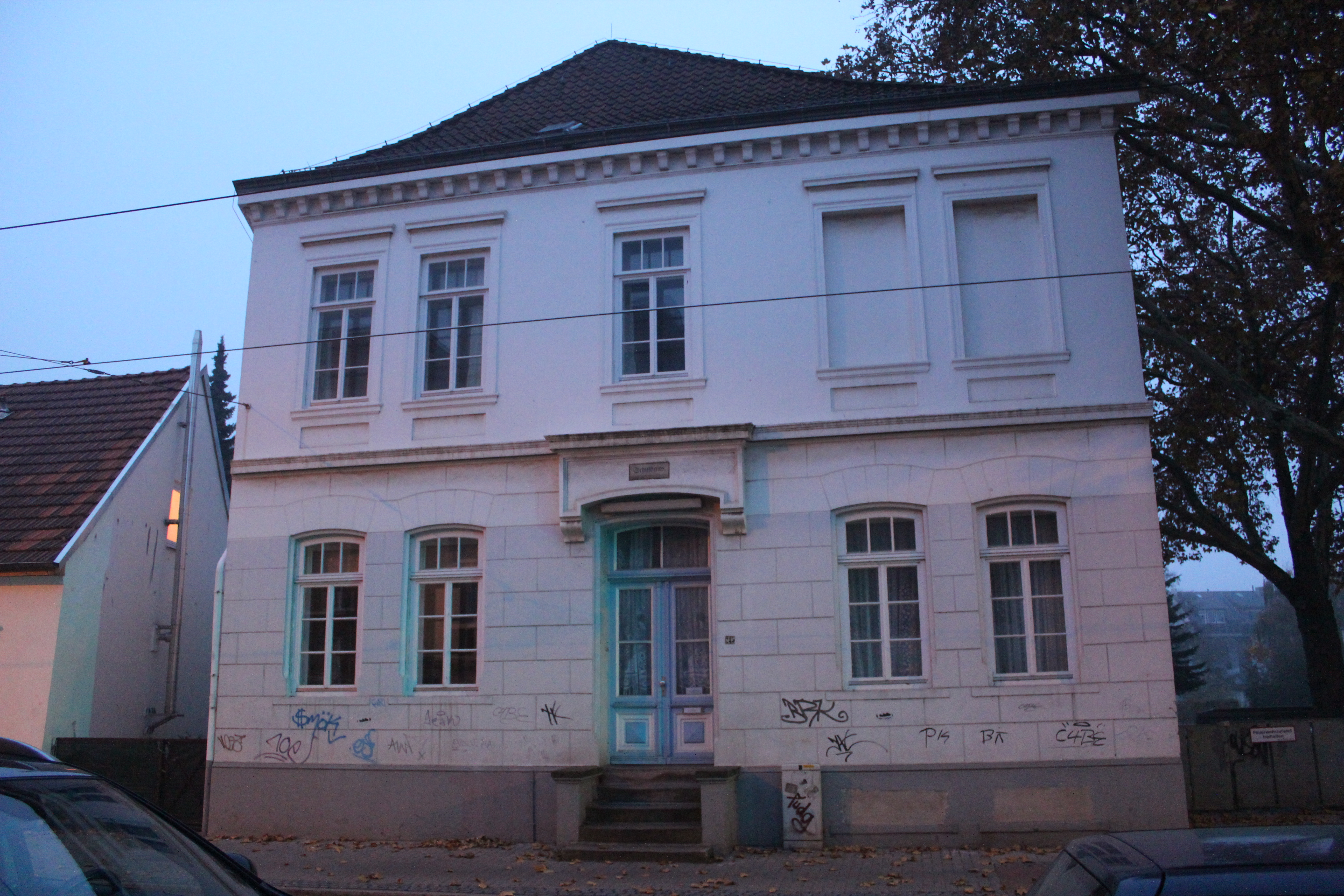
Schule am Buntentorsteinweg

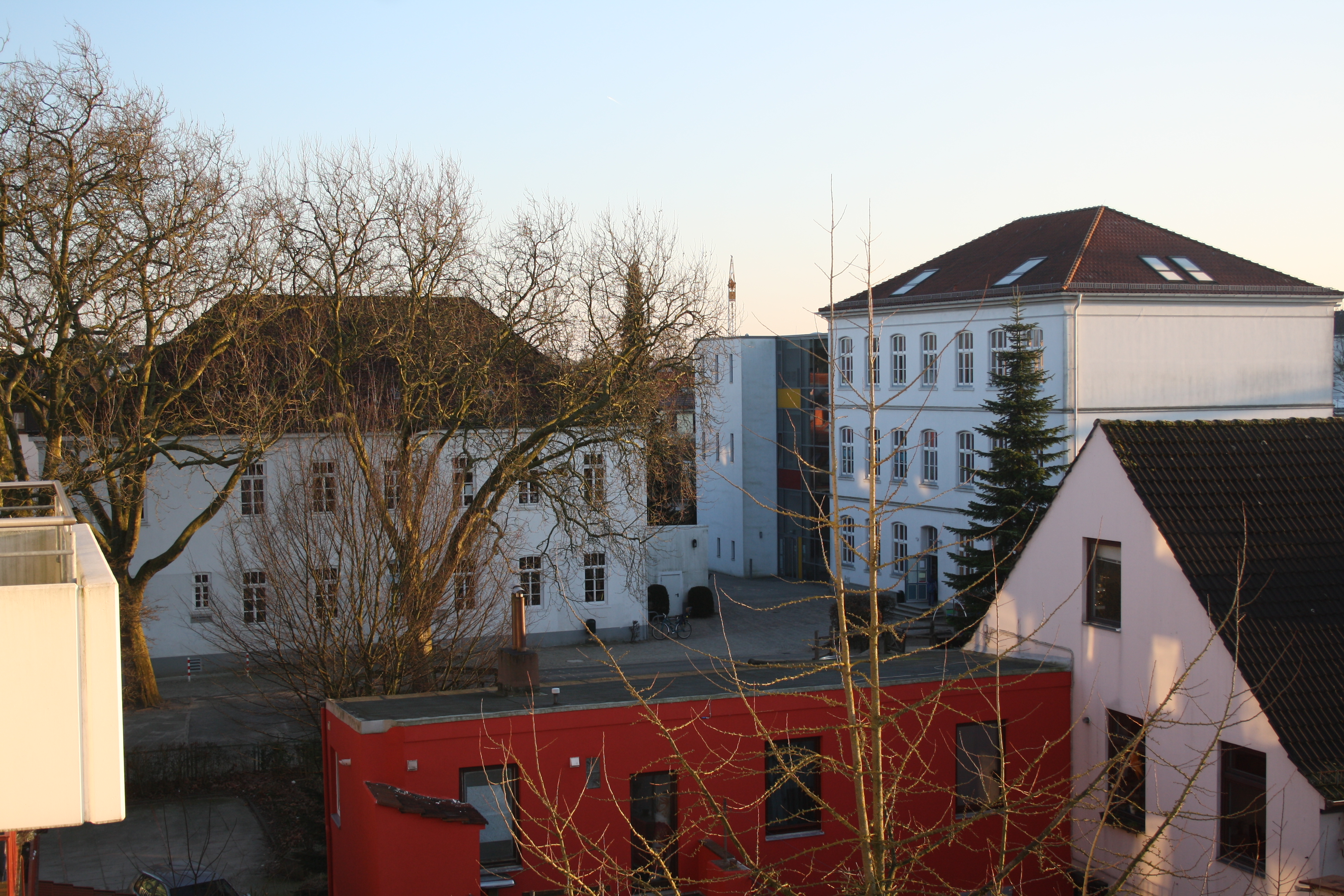
Blick auf den Schulhof mit Hintergebäuden

Die Schule am Buntentorsteinweg befindet sich in Bremen, Stadtteil Neustadt, Ortsteil Huckelriede, Buntentorsteinweg 245 Ecke Hardenbergstraße. Die Gebäude entstanden 1861 nach Plänen von Alexander Schröder und 1909 nach Plänen von Baurat Hugo Weber. Die Gebäude stehen seit 1980 unter Bremer Denkmalschutz.

## Geschichte
Die frühere Landschule war in dem dünn besiedelten Gebiet zunächst eine Nebenschule der St. Pauli-Kirchschule der St.-Pauli Kirchgemeinde, als diese 1807 Gebäude für diese Nebenschule kaufte. 1825 entstand ein weiteres Schulgebäude.
Schulgeldfreie Freischulen für Knaben kamen im Bremer Schulwesen nach der 1844 erfolgten Einführung der allgemeinen Schulpflicht in Bremen.
Die zweigeschossige, verputzte Freischule mit Walmdach und sechs Klassenräumen wurde 1860/61 als Ersatz für die älteren Gebäude in der Epoche des Historismus im Stil des Klassizismus gebaut; 482 Schüler zählte die Schule. 1868/69 und 1875 fanden Erweiterungen statt und die Schule hatte nun hier zehn Klassen und zwei weitere in Mietlokalen; es gab nun 770 Schüler. In diesem Gebäude befindet sich heute (2018) zwei Fremdsprachen- und Sprachräume, der Hausmeisteraum, die Schülerbücherei und ein Computerraum.
Aus der Freischule wurde 1876 eine städtische Volksschule, die 1885 in 19 Klassenräumen über 1200 (!) Schüler unterrichtete. 1890 kam eine Turnhalle (9 × 19 Meter) hinzu.
Ein weiteres dreigeschossiges Gebäude mit acht Klassenräumen wurde von 1908 bis 1909 daneben an der Hardenbergstraße errichtet.
Der dreigeschossige Neubau von 2007 mit Flachdach und Sockelgeschoss ergänzt den Schulkomplex. Hier befinden sich mehrere Werkräume, die Mensa sowie auch die Räume für Schulleitung und Mitarbeiter.
2018 war sie eine dreizügige Grundschule mit Ganztagsbetrieb. Hier werden ca. 296 Schülerinnen und Schüler in einer Vorbereitungsklasse, in Lerngruppen und Klassen von 35 Mitarbeiterinnen und Mitarbeitern, wovon 19 Lehrkräfte sind, unterrichtet.